# کولونجاک
کولونجاک (به ترکی استانبولی: Kuluncak) یک منطقهٔ مسکونی در ترکیه است که در استان ملطیه واقع شده‌است. کولونجاک ۱٬۲۷۰ متر بالاتر از سطح دریا واقع شده‌است.